# Pepe Lienhard

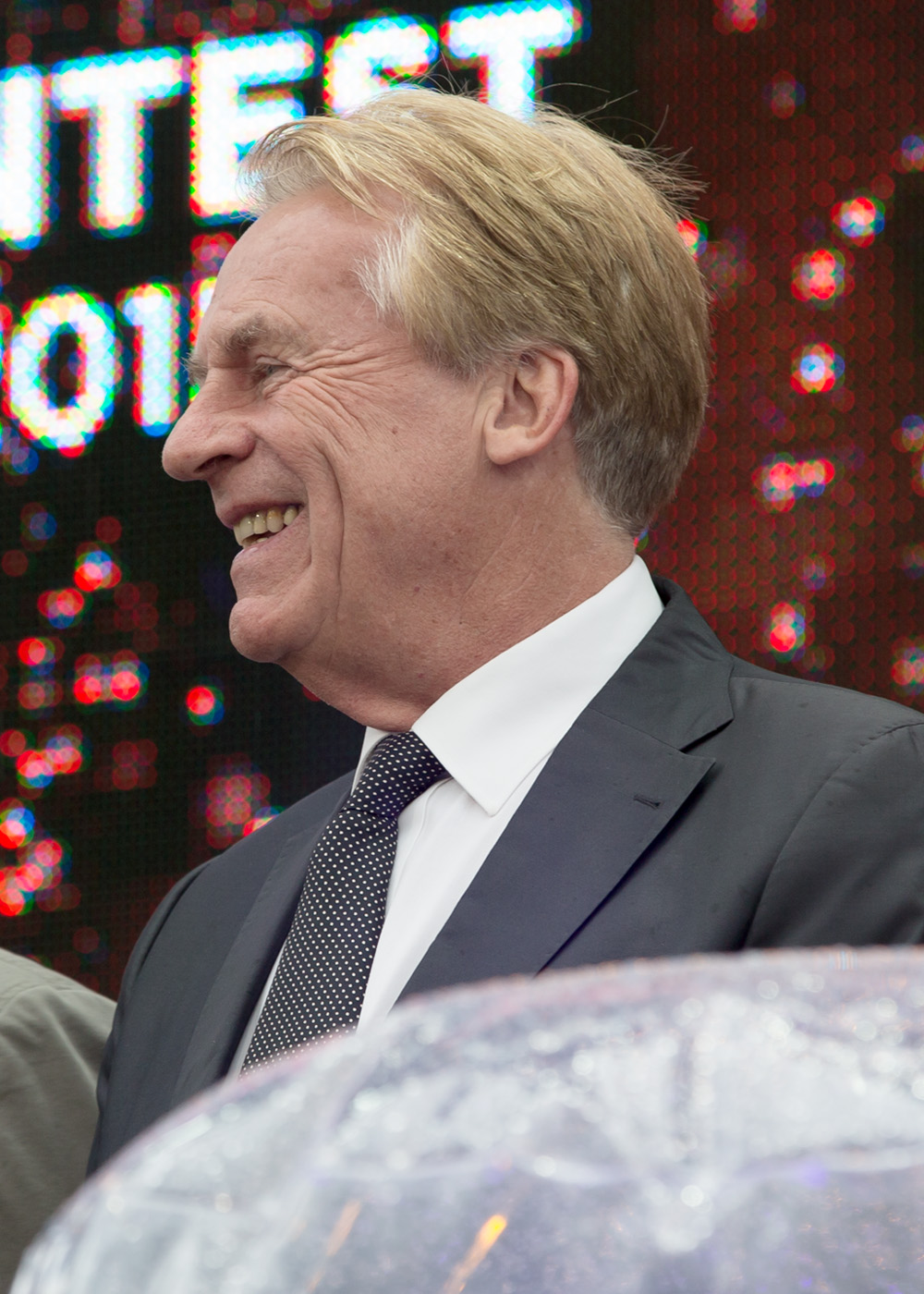
Pepe Lienhard, 2015

Pepe Lienhard, 1963

Pepe Lienhard (links) mit Bandkollege Bill von Arx, 1977

Pepe Lienhard (rechts) mit Bandkollege Pino Gasparini, 1977

Pepe Lienhard (* 23. März 1946 in Lenzburg; vollständiger Name Peter Rudolf Lienhard) ist ein Schweizer Bandleader, Saxophonist, Flötist und Arrangeur. Er lebt heute in Frauenfeld.

## Leben und Wirken
Pepe Lienhard gründete bereits in der Schule eine Band unter dem Namen ‚The College Stompers‘. Nach der Schule studierte er Jura. Das Studium brach er jedoch 1969 ab und gründete ein Profi-Sextett, mit dem er zahlreiche Schallplatten aufnahm. Ihr erster Erfolg war Sheila Baby. 1977 nahm die Gruppe (mit dem Alphornvirtuosen Mostafa Kafa’i Azimi) mit dem Titel Swiss Lady (Musik und Text: Peter Reber) für die Schweiz am Grand Prix Eurovision teil und erreichte Platz 6.
Von 1995 bis 2011 leitete er die Swiss Army Big Band.
Für Rolf Lyssys Spielfilm Die letzte Pointe spielte er, in einer Zusammenarbeit mit dem Komponisten Diego Baldenweg mit Nora Baldenweg und Lionel Baldenweg, das Saxophon. Der Soundtrack wurde mit Finalist „Best Feature Film Score“ an den Music and Sound Awards (International) ausgezeichnet.

### Pepe Lienhard Orchester
1980 gründete Pepe Lienhard eine Big Band, das Pepe Lienhard Orchester, mit dem er bei vielen Galas, Opernbällen, Pressebällen oder dem Deutschen Filmball auftritt. Pepe Lienhard und sein Orchester standen u. a. mit Sammy Davis jr. und Frank Sinatra auf der Bühne und waren 37 Jahre lang das Begleitorchester von Udo Jürgens auf all seinen Tourneen. Weiterhin war das Orchester bis zur zweiten Staffel (2006) bei der Fernsehsendung Let’s Dance auf RTL zu sehen. Von 2016 bis 2018 begleitete die Pepe Lienhard Big Band die Live-Auftritte der Sänger bei der jährlichen MDR-Sendung Kulthits aus der Kongreßhalle Leipzig.

### Auszeichnungen
Lienhard erhielt 2006 für sein Lebenswerk den Swiss Jazz Lifetime Achievement Award.

## Diskografie
Alben
- Leanhard (1974)
- Swiss Lady (1977)
- Pop x 6 (1978)
- It’s the Right Time (1979)
- Tanz Party Pepe Lienhard Band Live (Mitschnitt Luzern, 25.–27. Juli 1982)
- Für meine Freunde (1993) (CH: Gold)
- Saxy LiebesTraum (1996)
- The Swing Goes On (2003)
- Music Is My Life (2004)
- Sounds Great (2005)
- Let’s Dance zur Sendung Let’s Dance mit Hape Kerkeling (RTL, 2006)
- Let’s Swing (Pepe Lienhard Big Band, 2009)
- Humba tätärä (QL & Pepe Lienhard Horns, 2010)
- Das letzte Konzert – Zürich 2014 live (Udo Jürgens mit dem Orchester Pepe Lienhard, 2015)
- Pepe’s Big Band Christmas (2023)

## Erfolgstitel
- Sheila Baby (1970)[7]
- Swiss Lady (1976)[8]
- Piccolo Man (1977)[9][10]
  - 1978 auf Englisch veröffentlicht[11]
- El Gato (1981, bekannt geworden als Soundtrack zur Fernseh-Spielshow Wetten, dass..?)[12][13][14]
- Pretty Woman (1990)[15]